# Latanoprosta
Latanaprosta (mais conhecido no Brasil como Xalatan) é uma solução ótica para controlar a progressão de glaucomas e hipertensão ocular. O medicamento contrala-as reduzindo a pressão intraocular. Pode ser administrado com outros colírios para o tratamento da pressão intraocular elevada. 
Existe uma outra versão deste medicamento associado com Maleato de Timolol com o nome comercial de Xalacon. Latanoprosta é uma das drogas mais eficientes para o controle da PIO, com o sem glaucoma. 

## Efeitos colaterais
- Visão embaçada;
- Vermelhidão nos olhos;
- Escurecimento temporário ou permanente das pálpebras;
- Ardência e desconforto nos olhos;
- Escurecimento a íris do olho, numa coloração marrom;
- Prolongamento das sobrancelhas.